# Franciscus Xaveriuskerk (Kaunas)
De Kerk van Sint-Franciscus Xaverius (Litouws: Šv. Pranciškaus Ksavero bažnyčia) is een rooms-katholiek kerkgebouw in de historische binnenstad van Kaunas, Litouwen.

## Geschiedenis
De aan de heilige Franciscus Xaverius gewijde kerk werd aan het Stadhuisplein gebouwd door de jezuïeten. Zij vestigden zich voor het eerst in 1642 in de stad en stichtten in 1643 een kapel in het Huis van Perkūnas.  
Vanaf 1666 werd er begonnen met de bouw van een nieuwe stenen kerk, die in 1722 werd geconsacreerd. Tijdens een grote brand, die het grootste deel van de stad in as legde, brandden ook de school en het klooster af en raakte de kerk eveneens beschadigd. De gereconstrueerde kerk werd in 1759 weer gewijd door bisschop Antoni Dominik Tyszkiewicz. De kloostergebouwen en het jezuïetencollege werden in de jaren 1761-1768 aan beide zijden van de kerk herbouwd. Even later werd in 1773 de orde onder druk van de koningen van Spanje, Portugal en Frankrijk door paus Clemens XIV opgeheven. Na de ontbinding van de orde werden de gebouwen overgedragen aan de Franciscanen.
In 1843 ging de kerk over in handen van de Russisch-Orthodoxe Kerk, die het gebouw omdoopten tot de Alexander Nevskikathedraal. De kerk werd na de Eerste Wereldoorlog in 1924 weer overgedragen aan de jezuïeten. Na de Tweede Wereldoorlog lieten de Sovjet-autoriteiten de kerk sluiten. In de gebouwen werd een technische school gevestigd en de kerk werd als sporthal in gebruik genomen.
De genationaliseerde gebouwen werden na het herstel van de onafhankelijkheid van Litouwen teruggegeven aan de jezuïeten. Op 30 augustus 1992 werd de kerk na een noodzakelijke renovatie opnieuw ingewijd.